# 4 da Fam
" 4 da Fam " é uma canção do rapper americano Amil, com versos dos rappers americanos Jay-Z, Memphis Bleek, e Beanie Sigel. Ty Fyffe produziu a música. Foi lançado pela Roc-A-Fella como o segundo single de seu álbum de estreia All Money Is Legal. Na letra da música, Amil se gaba de ser a melhor rapper feminina, e Jay-Z discute seus medos de se tornar pai, o que seu verso sugere que ele acreditava que estava para acontecer na época.
"4 da Fam" recebeu críticas mistas dos críticos musicais ; alguns críticos elogiaram o verso de Jay-Z, enquanto outros criticaram as contribuições de Amil. Ele apareceu em várias paradas da Billboard. A canção alcançou a posição No. 99 na parada Hot R&B/Hip-Hop Songs da Billboard e No. 97 na parada Hot Rap Songs da Billboard. "4 da Fam" foi promovido com um videoclipe, que foi exibido no programa musical Artist Corner e na rede BET.

## Gravação e lançamento
Ty Fyffe produziu "4 da Fam" e o escreveu com Amil Whitehead, Shawn Carter (Jay-Z), Dwight Grant (Beanie Sigel) e Malik Cox (Memphis Bleek). A faixa foi mixada por Pat Viala e gravada por Just Blaze. Foi lançado em 13 de setembro 2000 como o segundo single do álbum de estreia de Amil, All Money Is Legal (2000). A música foi disponibilizada como um single de 12 polegadas pela Roc-A-Fella.  Também foi incluído em um lado A duplo com o primeiro single do álbum " I Got That ".  Nos anúncios de All Money Is Legal, "4 da Fam" foi promovido como uma de suas "juntas blazin '".
Um videoclipe, dirigido por Nick Quested, foi lançado para "4 da Fam" em 2000. Foi tocada naquele ano no programa musical Artist Corner and BET. O vídeo foi carregado na conta Vevo de Amil em outubro 25 de 2009.

## Composição e letra
Com 4 minutos e 19 segundos de duração, "4 da Fam" inclui versos de Amil, Jay-Z, Memphis Bleek e Beanie Sigel.  Steve Rivers da Ebony o descreveu como um "disco de amor da equipe". Por sua vez, Amil se gaba de sua carreira por meio da letra: "Sou a mulher mais doente que você ouviu até agora". Em seu verso, Jay-Z canta sobre se tornar pai no verso: "Tenho quatro sobrinhos e todos estão escrevendo... e estou tendo um filho, o que é mais assustador."  Rob Markman, da MTV News, escreveu que a paternidade era um assunto que Jay-Z explorou em seu álbum de estreia, Reasonable Doubt (1996). As outras letras de Jay-Z incluem: "Vocês manos realmente não estão prontos para essa coisa de dinastia / Vocês estão pensando em Blake Carrington, estou pensando mais como Ming." e "Eu tenho 4 sobrinhos, e todos eles escrevendo / Eles são todos jovens e selvagens, além de gostarem de feijão."

## Recepção
"4 da Fam" recebeu críticas mistas dos críticos musicais. Andrew Barber e Al Shipley do Complex elogiaram a contribuição de Jay-Z e escreveram que "ele tinha o melhor verso e uma limpeza rebatida". Em um artigo de 2018, eles incluíram "4 da Fam" em sua lista das 100 melhores canções de Jay-Z. John Kennedy, do Vulture.com, identificou o single como uma melhoria em relação à faixa "Pop 4 Roc" do quarto álbum de estúdio de Jay-Z, vol. 3. . . Vida e Tempos de S. Carter (1999), e descreveu "4 da Fam" como "o verdadeiro negócio". Embora criticasse Amil, Son Raw of Fact referiu-se ao single como um "corte nobre da era Roc La Familia ". Um escritor de Bossip criticou o verso de Amil e incluiu sua ostentação como a melhor rapper feminina em sua lista das dez maiores mentiras da música hip hop.
"4 da Fam" alcançou a posição No. 99 na parada Hot R&B/Hip-Hop Songs da Billboard em 22 de julho 2000, e permaneceu na parada por uma semana. No mesmo dia, atingiu uma posição de pico de No. 97 na parada de R&B/Hip-Hop Streaming Songs da Billboard, permanecendo na parada por uma semana. Ele também alcançou a posição No. 29 na parada Hot Rap Songs Billboard, e permaneceu nessa parada por 11 semanas.

## Listas de faixas
| 12-inch single |                              |         |  |
| N.º            | Título                       | Duração |  |
| 1.             | "For Da Fam" (radio edit)    | 4:19    |  |
| 2.             | "For Da Fam" (album version) | 6:52    |  |
| 3.             | "For Da Fam" (instrumental)  | 4:19    |  |
| 4.             | "For Da Fam" (a capella)     | 4:19    |  |

| Double A-side |                                                                           |         |  |
| N.º           | Título                                                                    | Duração |  |
| 1.            | "I Got That" (radio edit) (featuring Beyoncé Knowles)                     | 3:21    |  |
| 2.            | "I Got That" (album version) (featuring Beyoncé Knowles)                  | 3:19    |  |
| 3.            | "4 Da Fam" (radio edit) (featuring Beanie Sigel, Jay-Z, Memphis Bleek)    | 4:19    |  |
| 4.            | "4 Da Fam" (album version) (featuring Beanie Sigel, Jay-Z, Memphis Bleek) | 6:52    |  |

## Créditos e pessoal
Créditos adaptados do encarte de All Money Is Legal :
- Apresentando - Beanie Sigel, Jay-Z, Memphis Bleek
- Mixado por – Pat Viala
- Produtor – Ty Tyfife
- Gravado por - Just Blaze
- Escrito por – Ty Tyfife, Amil Whitehead, Shawn Carter, Dwight Grant e Malik Cox

## Gráficos
| Gráfico (2000)                                            | Pico posição |
| --------------------------------------------------------- | ------------ |
| Canções de R&B/Hip-Hop dos EUA ( Billboard )              | 99           |
| Músicas de rap quente dos EUA ( Billboard )               | 29           |
| Canções de streaming de R&B/Hip-Hop dos EUA ( Billboard ) | 97           |

## Histórico de lançamentos
| País           | Encontro               | Formato               | Rótulo      | Ref.   |
| -------------- | ---------------------- | --------------------- | ----------- | ------ |
| Estados Unidos | 13 de setembro de 2000 | único de 12 polegadas | Roc-A-Fella | [ 18 ] |